# Edoardo Ponti
Pour les articles homonymes, voir Ponti (homonymie).
Edoardo Ponti (né le 6 janvier 1973 à Genève) est un réalisateur et scénariste italien. Il est le fils de Carlo Ponti père et de Sophia Loren et le frère du chef d'orchestre Carlo Ponti fils.

## Biographie
Edoardo Ponti a épousé la comédienne Sasha Alexander le 11 août 2007.

## Filmographie
- 1998 : Liv (court métrage)
- 2002 : Cœurs inconnus (Between Strangers)
- 2010 : Coming & Going
- 2010 : Away we stay (court métrage)
- 2012 : Il Turno di notte lo fanno le stelle (court métrage)
- 2014 : Voce umana (court métrage)
- 2020 : La Vie devant soi (La vita davanti a sé)